# Restaurant Rebel
Restaurant Rebel (tidligere Oubæk) er en dansk restaurant, beliggende på Store Kongensgade i Indre By i København.
Den blev etableret i 2004 som en gourmetrestaurant af kokken Rasmus Oubæk. I 2005 og 2006 var restauranten tildelt én stjerne i Michelinguiden. Stedet skiftede ejere i 2010, og i 2013 ændrede de restaurantens navn til det nuværende.

## Historie
Ægteparret Ahn og Rasmus Oubæk åbnede restauranten på to etager i 2004, hvor Ahn fungerede som chef i restauranten, mens ægtemanden var køkkenchef. Maden var gourmet fra det franske køkken, og allerede året efter åbningen blev Oubæk tildelt én stjerne i den berømte Michelinguiden. I marts 2006 blev stjernen fornyet, men parret Oubæk valgte få måneder efter at droppe stjernen og det fine gourmetmad. De lukkede stedet ned i et par måneder, og genåbnede som et fransk brasserie med plads til cirka 40 spisende gæster.
Trods den nye madstil fik Oubæk fortsat gode anmeldelser af madanmelderne, og specielt Rasmus Oubæks bearnaisesauce fik mange rosende ord. Men også Ahn Oubæks måde at styre restauranten på fik mange bemærkninger, da hun kunne optræde sur og arrig overfor gæsterne.

### 2009–2013
I starten af 2009 forlod Rasmus Oubæk køkkenet, da han skulle være med i opstarten af restaurantkæden Mash. Han overlod derfor ansvaret for køkkenet til Lars Petersen og Martin Hylleborg, som i forvejen arbejdede på stedet. Hustru Ahn fortsatte som restaurantchef.
I marts 2010 kom køkkenet på Oubæk på Michelinguidens "Bib Gourmand-liste", der betegner steder, som serverer mad af høj kvalitet til rimelig pris. I november samme år købte de to kokke ægteparret Oubæk ud af restauranten, og fik fuldt ejerskab af stedet. I 2011 havde Michelin igen fjernet Oubæk fra deres guide.
Den 2. april 2013 skiftede restauranten navn fra Oubæk til Rebel, og fjernede samtidig nogle af Rasmus Oubæks signatur-retter fra menukortet, fire år efter at han havde forladt køkkenet, og tre år efter at han solgte til de nye ejere.

### 2016-nu
Sommeren 2016 blev den eksisterende restaurantchef, sommelier Natthee Thungnoi med erfaring fra Kiin Kiin, Gastronomique, De Gaulle og Alberto K. partner i restauranten, da han overtog efter Lars Petersen. Siden da har han i samarbejde med Martin Hylleborg videreført den gastronomiske stil. Restaurant Rebel er siden 2014 og senest i 2019 blevet anerkendt i Michelin-guiden med en Bib Gourmand, som gives til restauranter, som laver bemærkelsesværdig mad til fair priser. Fra sommeren 2019 står Natthee Thungnoi alene for driften af restauranten og har i den forbindelse valgt at være forgangssted for yngre, talentfulde kokke.